# ان‌جی‌سی ۵۹۱۰
ان‌جی‌سی ۵۹۱۰ (انگلیسی: NGC 5910) یک کهکشان بیضوی است که در فاصله ۵۴۰ میلیون سال نوری در صورت فلکی مار جای دارد. این کهکشان در ۱۳ آوریل ۱۷۸۵ توسط ویلیام هرشل کشف شد.